# Róbert Mak
Róbert Mak (* 8. März 1991 in Bratislava) ist ein slowakischer Fußballspieler.

## Karriere

### Verein
Mak wurde im tschechoslowakischen Bratislava, der heutigen slowakischen Hauptstadt, geboren, und spielte zunächst in der Jugend des Vereins ŠK Slovan Bratislava. 2004 wechselte er mit 13 Jahren zum englischen Verein Manchester City. Dort spielte er vier Jahre lang in dessen Akademie und kam 2008 mit 17 Jahren in das Reserveteam. In der Profimannschaft kam er nicht zum Einsatz.
2010 wurde er vom Bundesligisten 1. FC Nürnberg verpflichtet und kam dort am 28. August 2010 (2. Spieltag) bei der 1:2-Heimniederlage gegen den SC Freiburg zu seinem Bundesligadebüt, als er in der 64. Minute für Mike Frantz eingewechselt wurde. Ab dem 11. Spieltag kam er regelmäßig auf der rechten Offensivseite, meist als Einwechselspieler, zum Einsatz. Seine drei Saisontore – das erste gegen den 1. FC Kaiserslautern am 20. November 2010 (13. Spieltag) – erzielte er jeweils, nachdem Trainer Dieter Hecking ihn kurz zuvor eingewechselt hatte. Insgesamt kam er in seinem ersten Jahr zu 22 Einsätzen. In der Sommerpause 2012 verlängerte Mak seine Vertragslaufzeit beim 1. FC Nürnberg bis Ende Juni 2015. Nachdem Nürnberg in der Saison 2013/14 in die 2. Bundesliga abgestiegen war, verließ er den Verein.
Zur Spielzeit 2014/15 unterschrieb Mak einen Vertrag mit PAOK Thessaloniki aus der griechischen Super League. Sein erstes Spiel in der griechischen Liga bestritt er am 24. August 2014 (1. Spieltag) beim 1:1 gegen AEL Kallonis. In den folgenden vier Ligapartien gelangen ihm vier Tore und eine Vorlage. Die reguläre Saison beendete PAOK auf dem dritten Platz. 2015/16 wurde Mak mit PAOK Thessaloniki Vierter in der Tabelle und Erster in den Playoffs, was die Teilnahme an der 3. Qualifikationsrunde zur Champions-League-Saison 2016/17 ermöglichte.
Am 22. Juli 2016 verpflichtete ihn der russische Verein Zenit St. Petersburg für vier Jahre. Sein Debüt in der Premjer-Liga gab Mak am 6. August 2016 (2. Spieltag) beim 0:0 im Auswärtsspiel gegen den FK Ufa. Sein erstes Tor in der russischen Meisterschaft erzielte er am 11. September 2016 (6. Spieltag) bei seinem zweiten Ligaspiel, als er beim 5:0-Kantersieg gegen Arsenal Tula zum 3:0 traf.
2022 schloss sich Mak dem australischen Club Sydney FC (A-League Men) an.

### Nationalmannschaft
Mak durchlief die Jugendmannschaften der U-17, U-19 und U-21 und spielt seit 2013 für die slowakische Nationalmannschaft.
Bei der Fußball-Europameisterschaft 2016 in Frankreich wurde er in das Aufgebot der Slowakei aufgenommen. In den ersten beiden Partien stand er in der Startelf, beim Auftakt gegen Wales bereitete er das erste EM-Tor der Slowakei vor. Auch beim 0:0 gegen England im letzten Gruppenspiel war er 90 Minuten auf dem Feld. Im Achtelfinale gegen Deutschland wurde er dann wegen muskulärer Probleme nicht eingesetzt, das Team verlor und schied aus.
Zur Fußball-Europameisterschaft 2021 wurde er in den slowakischen Kader berufen, kam aber mit diesem nicht über die Gruppenphase hinaus.

## Erfolge
PAOK Saloniki
- Griechischer Fußballpokal: 2017/18

Zenit St. Petersburg
- Russischer  Meister: 2018/19, 2019/20
- Russischer Fußballpokal: 2019/20

Ferencváros Budapest
- Ungarischer  Meister: 2020/21, 2021/22
- Ungarischer Fußballpokal: 2021/22